# Манакінчик смугастогрудий
Манакінчик смугастогрудий (Machaeropterus eckelberryi) — вид горобцеподібних птахів родини манакінових (Pipridae). Виокремлений з Machaeropterus striolatus виключно на відмінностях у вокалізації.

## Назва
Видовий епітет вшановує пам'яті американського художника птахів Дональда Р. Екельберрі (1921-2000).

## Поширення
Ендемік Перу. Вид поширений на східних схилах Анд поблизу долини річки Майо в регіонах Сан-Мартін і Лорето.